# Флоринский, Иван Иванович (революционер)

Ива́н Ива́нович Флори́нский (около 1845—?) — русский нигилист и революционер, осуждённый по «Нечаевскому делу».

## Биография
Родился в семье священника. Обучался во Владимирской семинарии вместе с Владимиром Орловым и Василием Маврицким, впоследствии также проходившими по «нечаевскому делу». Позднее работал библиотекарем в селе Ива́нове Шуйского уезда Владимирской губернии (ныне областной центр Иваново), где познакомился с Сергеем Нечаевым. В 1869 году переехал в Москву, где поступил на учёбу в сельскохозяйственную академию. Проживая в Москве, выполнял различные поручения Нечаева. В начале 1870 годы был арестован по «Нечаевскому делу» и 2 марта заключён в Петропавловскую крепость в Санкт-Петербурге. 23 апреля того же года был переведён в срочную тюрьму. 1 июля 1871 года предан суду особого присутствия Санкт-петербургской судебной палаты в качестве сообщника Нечаева I группы. Обвинялся в участии в заговоре с целью низложения правительства Российской империи. 15 июля того же года был признан виновным в участии в деятельности подпольного общества «Народная расправа», приговорён к 6-месячному тюремному заключению с последующим строгим надзором полиции в течение 5 лет. Отбыл срок в санкт-петербургской исправительной тюрьме, после чего в марте 1872 года был выслан в Кологрив Костромской губернии под надзор полиции, а с 13 декабря 1873 года —во Владимирскую губернию. Дальнейшая судьба неизвестна.